# مالكولم ماكي
مالكولم ماكي (بالإنجليزية: Malcolm Mackey)‏ مواليد 11 يوليو 1970 في تشاتانوغا، هو لاعب كرة سلة أمريكي سابق. بدأ مسيرته الاحترافية في سنة 1993. تم اختياره من قبل فريق فينيكس صنز خلال الدرافت. حمل الرقم 27. يبلغ طوله 6 قدم 9 بوصة (2.1 م). اعتزل اللعب في 2005.

## المسيرة الاحترافية
لعب مع فينيكس صنز في موسم 1993–1994، ثم لعب مع جاي دي أيه ديجون في الدوري الفرنسي في موسم 1995–1996، ثم لعب مع سي بي مورسيا في الدوري الإسباني في موسم 1996–1997، ثم لعب مع نادي قصرش لكرة السلة في موسم 1997–1998، ثم لعب مع نادي ليون لكرة السلة في الدوري الإسباني في سنة 1998.

## روابط خارجية
- مالكولم ماكي على موقع إن بي أي (الإنجليزية)
- مالكولم ماكي على موقع سبورتس رفرنس (الإنجليزية)
- مالكولم ماكي على موقع الدوري الإسباني لكرة السلة (الإسبانية)
- مالكولم ماكي على موقع كرة السلة الأوروبية.كوم (الإنجليزية)
- مالكولم ماكي على موقع كلية كرة السلة في سبورتس رفرنس.كوم (الإنجليزية)
- مالكولم ماكي على موقع ريلجم (الإنجليزية)
- مالكولم ماكي على موقع بروبوليرز (الإنجليزية)
- مالكولم ماكي على موقع سبورتس رفرنس (الإنجليزية)